# Swedenborgsval
Swedenborgsval (Balaena swedenborgii), en valart som man tror har förekommit bland annat i Nordsjön från avsmältningen av inlandsisen fram till omkring 8 000 år före nutiden. Arten beskrevs 1868 av Vilhelm Lilljeborg. Eftersom man bara har ett tiotal jordfynd av arten från Västsverige, och då det är svårt att bestämma den typen av fynd, är man inte säker på att arten någonsin har existerat. Man utesluter inte att benfynden kan ha förväxlats med någon annan art av samma storlek, som exempelvis nordkapare.
Fossilworks listar Balaena swedenborgii som synonym till nordkapare (Eubalaena glacialis).